# Meidericher Spielverein Duisburg 1982-1983
Questa voce raccoglie le informazioni riguardanti il Meidericher Spielverein Duisburg nelle competizioni ufficiali della stagione 1982-1983.

## Stagione
Nella stagione 1982-1983 il Duisburg, allenato da Siegfried Melzig, Günter Preuß e Luis Zacarias, concluse il campionato di 2. Bundesliga al 11º posto. In Coppa di Germania il Duisburg fu eliminato al primo turno dall'Amburgo.

## Rosa
| N. |                        | Ruolo | Calciatore          |
| -- | ---------------------- | ----- | ------------------- |
|    | Germania (bandiera)    | P     | Wolfgang de Beer    |
|    | Germania (bandiera)    | P     | Gerhard Heinze      |
|    | Germania (bandiera)    | P     | Rainer Rissel       |
|    | Paesi Bassi (bandiera) | D     | Kees Bregman        |
|    | Germania (bandiera)    | D     | Hans-Peter Großmann |
|    | Germania (bandiera)    | D     | Udo Lay             |
|    | Germania (bandiera)    | D     | Dietmar Schacht     |
|    | Germania (bandiera)    | D     | Michael Struckmann  |
|    | Paesi Bassi (bandiera) | D     | Kees Zwamborn       |
|    | Germania (bandiera)    | C     | Herbert Büssers     |
|    | Germania (bandiera)    | C     | Manfred Dubski      |

| N. |                     | Ruolo | Calciatore             |
| -- | ------------------- | ----- | ---------------------- |
|    | Germania (bandiera) | C     | Uwe Fecht              |
|    | Germania (bandiera) | C     | Norbert Fruck          |
|    | Germania (bandiera) | C     | Ralf Heck              |
|    | Germania (bandiera) | C     | Michael Korb           |
|    | Germania (bandiera) | C     | Pascal Notthoff        |
|    | Germania (bandiera) | C     | Hubert Schwarz         |
|    | Germania (bandiera) | C     | Franz-Josef Steininger |
|    | Germania (bandiera) | A     | Uwe Helmes             |
|    | Germania (bandiera) | A     | Rudolf Seliger         |
|    | Germania (bandiera) | A     | Roland Wohlfarth       |

## Organigramma societario
Area tecnica
- Allenatore: Luis Zacarias
- Allenatore in seconda: Günter Preuß
- Preparatore dei portieri:
- Preparatori atletici:

## Calciomercato

### Sessione estiva
| Acquisti | Acquisti            | Acquisti          | Acquisti |
| R.       | Nome                | da                | Modalità |
| -------- | ------------------- | ----------------- | -------- |
| D        | Kees Bregman        | Arminia Bielefeld |          |
| D        | Hans-Peter Großmann | Viktoria Colonia  |          |
| D        | Udo Lay             | Freiburger        |          |

| Cessioni | Cessioni         | Cessioni           | Cessioni |
| R.       | Nome             | a                  | Modalità |
| -------- | ---------------- | ------------------ | -------- |
| D        | Bernard Dietz    | Schalke 04         |          |
| D        | Claus Gebauer    | Bocholt            |          |
| A        | Rudi Gores       | Fortuna Düsseldorf |          |
| C        | Thomas Kempe     | Stoccarda          |          |
| D        | Frank Saborowski | Bayer Leverkusen   |          |
| C        | Guido Szesni     | Osnabrück          |          |

### Sessione invernale
| Acquisti | Acquisti | Acquisti | Acquisti |
| R.       | Nome     | da       | Modalità |
| -------- | -------- | -------- | -------- |

| Cessioni | Cessioni | Cessioni | Cessioni |
| R.       | Nome     | a        | Modalità |
| -------- | -------- | -------- | -------- |

## Risultati

### 2. Bundesliga

#### Girone di andata
| Arbitro: | Dellwing |

|                              |           |                   |
| Oleknavicius 17’ Sarroca 64’ | Marcatori | 76’ (rig.) Dubski |

| Arbitro: | Retzmann |

|  |           |            |
|  | Marcatori | 55’ Perrey |

| Arbitro: | Schmidhuber |

|                         |           |  |
| Langer 66’ Balewski 88’ | Marcatori |  |

| Arbitro: | Hontheim |

|  |           |             |
|  | Marcatori | 84’ Raschid |

| Aquisgrana 1º settembre 1982, ore 19:30 CEST 5ª giornata | Alemannia Aquisgrana | 0 – 0 referto | Duisburg | Stadio Tivoli (12 000 spett.)\| Arbitro: \| Neuner \| |
| Arbitro:                                                 | Neuner               |               |          |                                                       |

| Arbitro: | Heitmann |

|                                |           |            |
| Büssers 8’ Helmes 9’ Fruck 75’ | Marcatori | 56’ Susser |

| Arbitro: | Brehm |

|                    |           |  |
| Lemke 22’ Gede 70’ | Marcatori |  |

| Arbitro: | Zimmermann |

|                   |           |  |
| Dubski 48’ (rig.) | Marcatori |  |

| Arbitro: | Correll |

|                                      |           |                                    |
| Pięta 59’ Schatzschneider 88’ (rig.) | Marcatori | 37’ Dubski 63’ Notthoff 69’ Helmes |

| Arbitro: | Redelfs |

|                                     |           |                                             |
| Zwamborn 53’ Bregman 58’ Dubski 87’ | Marcatori | 27’ Mattern 29’ Trapp 65’ (aut.) Steininger |

| Arbitro: | Werner |

|            |           |                                    |
| Kunkel 67’ | Marcatori | 26’ Büssers 79’ Seliger 86’ Dubski |

| Arbitro: | Diekert |

|                   |           |  |
| Dubski 80’ (rig.) | Marcatori |  |

| Arbitro: | Dilg |

|                             |           |                       |
| Kehr 43’ Bregman 82’ (aut.) | Marcatori | 11’ Notthoff 84’ Heck |

| Arbitro: | Bruch |

|            |           |            |
| Helmes 10’ | Marcatori | 30’ Piller |

| Arbitro: | Bodmer |

|                               |           |  |
| Dubski 50’ (rig.) Büssers 69’ | Marcatori |  |

| Arbitro: | Schmidhuber |

|                                      |           |  |
| Linz 5’ Sebert 26’ (rig.) Walter 76’ | Marcatori |  |

| Arbitro: | Eli |

|                   |           |             |
| Dubski 47’ (rig.) | Marcatori | 31’ Schäfer |

| Arbitro: | Uhlig |

|  |           |                |
|  | Marcatori | 12’ Struckmann |

| Arbitro: | Osmers |

|  |           |            |
|  | Marcatori | 68’ Kutzop |

#### Girone di ritorno
| Arbitro: | Wiesel |

|                                          |           |             |
| Dubski 51’ Wohlfarth 69’, 74’ Helmes 83’ | Marcatori | 89’ Traband |

| Arbitro: | Niebergall |

|                    |           |               |
| Förschner 43’, 49’ | Marcatori | 34’ Wohlfarth |

| Arbitro: | Wahmann |

|                                    |           |  |
| Büssers 17’ Schwarz 35’ Helmes 55’ | Marcatori |  |

| Arbitro: | Klauser |

|              |           |                         |
| Sackewitz 9’ | Marcatori | 34’, 75’ Helmes 35’ Lay |

| Arbitro: | Fleischer |

|              |           |              |
| Großmann 11’ | Marcatori | 90’ Bertrams |

| Arbitro: | Diekert |

|                                      |           |            |
| Susser 9’, 88’ Müller 48’ Täuber 67’ | Marcatori | 66’ Helmes |

| Arbitro: | Walz |

|                               |           |                                                  |
| Lemke 38’ (aut.) Notthoff 70’ | Marcatori | 86’ Vittinghoff 90’ Grabosch 90’ Schatzschneider |

| Arbitro: | Werner |

|                                      |           |            |
| Wielandt 2’ Nordgren 65’ Pallaks 76’ | Marcatori | 79’ Helmes |

| Arbitro: | Risse |

|                              |           |             |
| Helmes 8’ Korb 15’ Fecht 90’ | Marcatori | 72’ Dierßen |

| Arbitro: | Gschwender |

|                                                          |           |                            |
| Schüler 10’ Vorreiter 34’, 58’, 84’ Hahn 75’ Mattern 79’ | Marcatori | 17’ (rig.) Helmes 19’ Heck |

| Arbitro: | Glaw |

|                          |           |  |
| Helmes 36’ Wohlfarth 58’ | Marcatori |  |

| Arbitro: | Boos |

|                   |           |  |
| Schaub 29’ (rig.) | Marcatori |  |

| Arbitro: | Kespohl |

|  |           |                     |
|  | Marcatori | 58’ Kehr 62’ Lander |

| Arbitro: | Michel |

|           |           |                |
| Ludwig 1’ | Marcatori | 54’ Steininger |

| Arbitro: | Waltert |

|  |           |                                |
|  | Marcatori | 60’ (aut.) Meyer 66’ Wohlfarth |

| Arbitro: | Schütte |

|                                    |           |                               |
| Heck 10’ Büssers 33’ Wohlfarth 52’ | Marcatori | 12’ Knapp 44’ Sebert 76’ Linz |

| Arbitro: | Correll |

|                      |           |  |
| Schäfer 25’ Lenz 52’ | Marcatori |  |

| Arbitro: | Kautschor |

|                    |           |                            |
| Wohlfarth 21’, 33’ | Marcatori | 34’ Dannenberg 68’ Schmidt |

| Arbitro: | Neuner |

|           |           |                     |
| Höfer 24’ | Marcatori | 60’, 63’ Steininger |

### Coppa di Germania
| Arbitro: | Messmer |

|            |           |            |
| Dubski 80’ | Marcatori | 34’ Hansen |

| Arbitro: | Umbach |

|                                                   |           |  |
| Hansen 3’, 62’ Milewski 9’ Hrubesch 16’ Rolff 18’ | Marcatori |  |

## Statistiche

### Statistiche di squadra
| Competizione      | Punti | In casa | In casa | In casa | In casa | In casa | In casa | In trasferta | In trasferta | In trasferta | In trasferta | In trasferta | In trasferta | Totale | Totale | Totale | Totale | Totale | Totale | DR |
| Competizione      | Punti | G       | V       | N       | P       | Gf      | Gs      | G            | V            | N            | P            | Gf           | Gs           | G      | V      | N      | P      | Gf     | Gs     | DR |
| ----------------- | ----- | ------- | ------- | ------- | ------- | ------- | ------- | ------------ | ------------ | ------------ | ------------ | ------------ | ------------ | ------ | ------ | ------ | ------ | ------ | ------ | -- |
| 2. Bundesliga     | 37    | 19      | 8       | 6       | 5       | 32      | 22      | 19           | 6            | 3            | 10           | 23           | 35           | 38     | 14     | 9      | 15     | 55     | 57     | -2 |
| Coppa di Germania | -     | 1       | 0       | 1       | 0       | 1       | 1       | 1            | 0            | 0            | 1            | 0            | 5            | 2      | 0      | 1      | 1      | 1      | 6      | -5 |
| Totale            | 37    | 20      | 8       | 7       | 5       | 33      | 23      | 20           | 6            | 3            | 11           | 23           | 40           | 40     | 14     | 10     | 16     | 56     | 63     | -7 |

### Andamento in campionato
| Giornata  | 1  | 2  | 3  | 4  | 5  | 6  | 7  | 8  | 9  | 10 | 11 | 12 | 13 | 14 | 15 | 16 | 17 | 18 | 19 | 20 | 21 | 22 | 23 | 24 | 25 | 26 | 27 | 28 | 29 | 30 | 31 | 32 | 33 | 34 | 35 | 36 | 37 | 38 |
| --------- | -- | -- | -- | -- | -- | -- | -- | -- | -- | -- | -- | -- | -- | -- | -- | -- | -- | -- | -- | -- | -- | -- | -- | -- | -- | -- | -- | -- | -- | -- | -- | -- | -- | -- | -- | -- | -- | -- |
| Luogo     | T  | C  | T  | C  | T  | C  | T  | C  | T  | C  | T  | C  | T  | C  | C  | T  | C  | T  | C  | C  | T  | C  | T  | C  | T  | C  | T  | C  | T  | C  | T  | C  | T  | T  | C  | T  | C  | T  |
| Risultato | P  | P  | P  | P  | N  | V  | P  | V  | V  | N  | V  | V  | N  | N  | V  | P  | N  | V  | P  | V  | P  | V  | V  | N  | P  | P  | P  | V  | P  | V  | P  | P  | N  | V  | N  | P  | N  | V  |
| Posizione | 14 | 19 | 19 | 19 | 19 | 17 | 18 | 17 | 14 | 15 | 12 | 9  | 11 | 10 | 9  | 11 | 11 | 10 | 11 | 10 | 10 | 10 | 8  | 8  | 10 | 10 | 11 | 10 | 11 | 11 | 11 | 11 | 12 | 12 | 12 | 12 | 11 | 11 |

Legenda:

Luogo: C = Casa; T = Trasferta. Risultato: V = Vittoria; N = Pareggio; P = Sconfitta.

### Statistiche dei giocatori
| Giocatore     | 2. Bundesliga | 2. Bundesliga | 2. Bundesliga | 2. Bundesliga | Coppa di Germania | Coppa di Germania | Coppa di Germania | Coppa di Germania | Totale   | Totale | Totale      | Totale     |
| Giocatore     | Presenze      | Reti          | Ammonizioni   | Espulsioni    | Presenze          | Reti              | Ammonizioni       | Espulsioni        | Presenze | Reti   | Ammonizioni | Espulsioni |
| ------------- | ------------- | ------------- | ------------- | ------------- | ----------------- | ----------------- | ----------------- | ----------------- | -------- | ------ | ----------- | ---------- |
| K. Bregman    | 35            | 1             | 6             | 0             | 2                 | 0                 | 1                 | 0                 | 37       | 1      | 7           | 0          |
| H. Büssers    | 28            | 5             | 1             | 0             | 2                 | 0                 | 0                 | 0                 | 30       | 5      | 1           | 0          |
| M. Dubski     | 33            | 9             | 4             | 0             | 2                 | 1                 | 0                 | 0                 | 35       | 10     | 4           | 0          |
| U. Fecht      | 23            | 1             | 5             | 0             | 1                 | 0                 | 0                 | 0                 | 24       | 1      | 5           | 0          |
| N. Fruck      | 22            | 1             | 0             | 0             | 1                 | 0                 | 0                 | 0                 | 23       | 1      | 0           | 0          |
| H. Großmann   | 34            | 1             | 3             | 0             | 2                 | 0                 | 0                 | 0                 | 36       | 1      | 3           | 0          |
| R. Heck       | 23            | 3             | 1             | 0             | 0                 | 0                 | 0                 | 0                 | 23       | 3      | 1           | 0          |
| G. Heinze     | 30            | 0             | 0             | 0             | 2                 | 0                 | 0                 | 0                 | 32       | 0      | 0           | 0          |
| U. Helmes     | 36            | 12            | 5             | 0             | 2                 | 0                 | 0                 | 0                 | 38       | 12     | 5           | 0          |
| M. Korb       | 16            | 1             | 0             | 0             | 1                 | 0                 | 0                 | 0                 | 17       | 1      | 0           | 0          |
| U. Lay        | 37            | 1             | 5             | 0             | 2                 | 0                 | 0                 | 0                 | 39       | 1      | 5           | 0          |
| P. Notthoff   | 29            | 3             | 0             | 0             | 2                 | 0                 | 0                 | 0                 | 31       | 3      | 0           | 0          |
| R. Rissel     | 1             | 0             | 0             | 0             | 0                 | 0                 | 0                 | 0                 | 1        | 0      | 0           | 0          |
| D. Schacht    | 11            | 0             | 4             | 0             | 1                 | 0                 | 0                 | 0                 | 12       | 0      | 4           | 0          |
| H. Schwarz    | 18            | 1             | 1             | 0             | 0                 | 0                 | 0                 | 0                 | 18       | 1      | 1           | 0          |
| R. Seliger    | 13            | 1             | 1             | 0             | 2                 | 0                 | 0                 | 0                 | 15       | 1      | 1           | 0          |
| F. Steininger | 38            | 3             | 5             | 0             | 2                 | 0                 | 0                 | 0                 | 40       | 3      | 5           | 0          |
| M. Struckmann | 7             | 1             | 1             | 0             | 0                 | 0                 | 0                 | 0                 | 7        | 1      | 1           | 0          |
| R. Wohlfarth  | 19            | 8             | 1             | 1             | 0                 | 0                 | 0                 | 0                 | 19       | 8      | 1           | 1          |
| K. Zwamborn   | 30            | 1             | 7             | 0             | 2                 | 0                 | 0                 | 0                 | 32       | 1      | 7           | 0          |
| W. de Beer    | 9             | 0             | 0             | 0             | 0                 | 0                 | 0                 | 0                 | 9        | 0      | 0           | 0          |